# フィルゲルツホーフェン
フィルゲルツホーフェン (ドイツ語: Vilgertshofen、バイエルン・オーストリア語: Vilgertshofa) は、ドイツ連邦共和国バイエルン州オーバーバイエルン行政管区のランツベルク・アム・レヒ郡に属す町村（以下、本項では便宜上「町」と記述する）で、ライヒリング行政共同体を形成する自治体の一つである。
なお、「フィルゲルツホーフェン」は舞台ドイツ語式の仮名音写で、通常のドイツ語では「フィルガーツホーフェン」あるいは「フィルゲアツホーフェン」の方がより発音に近い。

## 地理
フィルゲルツホーフェンの町域は、ランツベルク・アム・レヒ、ショーンガウ、ヴァイルハイム・イン・オーバーバイエルンの間、レヒ川東岸の高い丘の上に位置する。
町の中心はほぼ一体化して接するプフルークドルフとシュタットルにある。その約2km南に小集落のフィルゲルツホーフェンが位置し、南東にイッシング（町の最高地点であるケラーベルクもある）がある。町の西境をなすレヒタールにはムントラヒングがある。

### 自治体の構成
この町は、公式には5つの地区 (Ort) からなる。このうち小集落や孤立農場などを除く集落を以下に列記する。
- イッシング
- ムントラヒング
- プフルークドルフ
- シュタットル（町名の由来となった巡礼地フィルゲルツホーフェンを含む）

## 歴史
ハルシュタット期の丘陵墓がケルト人以前からこの町域に定住者があったことを示している。現在の町域は、バイエルン＝シュヴァーベン語（アレマン語に属するシュヴァーベン語の一方言）由来の地名の土地（イッシング、ムントラヒング）は6世紀に、それ以外（プフルークドルフ、シュタットル、フィルゲルツホーフェン）は以後の第1次拡張期に建設されたと伝わる。
はじめはヴェルフェン家およびディーセン＝アンデクス伯領であったが、13世紀以降ヴィッテルスバッハ家のバイエルン公領ランツベルク地方裁判所に属した。シュタットルとムントラヒングは後にラウヘンレヒスベルク保護領となり、さらに後にはショーンガウ地方裁判所およびヴァイルハイム地方裁判所に属した。
中世には隣接する修道院がこの村の荘園主となった。イッシング、ムントラヒング、フィルゲルツホーフェンにはヴェッソブルン修道院の、シュタットルにはアンデクス修道院およびベネディクトボイエルン修道院の、プフルークドルフにはアンデクス修道院およびディーセン修道院の荘園がそれぞれ設けられた。各修道院はその領内では下級裁判権を行使した。修道院の荘園はバイエルンの世俗化に伴い1803年に廃止された。
各集落に立派な教会があるのは、修道院のおかげである。特にヴェッソブルン修道院によって建設されたフィルゲルツホーフェンの「聖母の嘆き」巡礼教会は信仰を集めた。奇蹟による治療の噂からこの地への巡礼が始まったのは17世紀に遡る。現在では毎年マリア被昇天の祭日（8月15日）後の日曜日に行われる「沈黙のパレード」で有名である。
すべての村落で、農業が重要な収入源であった。ムントラヒングとシュタットルは20世紀に入るまで盛んに行われていたレヒ川の筏流しに関与していた。
1906年から1907年に、オットー・リリエンタールの同僚として有名な発明家で航空機パイオニアのアロイス・ヴォルフミュラーは、シュタットル近郊で自ら創ったグライダーによる飛行実験を繰り返した。
バイエルンの市町村再編に伴い、1969年にプフルークドルフとシュタットルが合併した。1972年にはイッシングとムントラヒングがこれに続いた。町名には、小集落ではあるものの巡礼によって有名であったフィルゲルツホーフェンが選ばれた。

### 人口推移
- 1970年 1,555人
- 1987年 1.741人
- 2000年 2,315人

## 行政
町長はアルベルト・トゥルナーである。彼は2014年にコンラート・ヴェルツの後任としてこの職に就いた。町議会は14議席からなる。

### 紋章
図柄: 金地で左から（向かって右から）赤い横向きのV字模様。V字に挟まれる形で赤い先広十字。V字の外側にも上下2つの赤い先広十字が描かれている。

## 文化と見所
- フィルゲルツホーフェンの「聖母の嘆き」巡礼教会はレヒラインの最も重要な教会建築の一つである。1688年から1692年までヴェッソブルン修道院が施主となり、ヨハン・シュムーツァーが建設した。化粧漆喰が施され、バロック後期の教会建築にロココを指向するあでやかな装飾が輝きを放っている。毎年マリア被昇天の祝日（8月15日）後の日曜日に巡礼兄弟の教会祭が開催される。祝日の礼拝後、いわゆる「沈黙のパレード」が、アブラハムからイエス・キリストに至る聖書の人物の衣装を身につけた村人が並ぶ村の中を練り歩く。18世紀に誓約に基づくフィルゲルツホーフェンの「沈黙のパレード」はバイエルンで古くは広く行われていた宗教行事の最後の例である。
- シュタットルの洗礼者聖ヨハネ教区教会は、バイエルンで最も素晴らしい聖人の墓を有し、毎年聖木曜日から聖土曜日まで改装が行われ教会の内陣室全体がいっぱいになる。
- プフルークドルフの聖ラウレンティウス支部教会は18世紀にアンデクス修道院の建築家によって豪華なロココ様式で建造された。

## 経済と社会資本

### 教育
- 基礎課程学校 — イッシングにある

## 出身人物
- マルセル・シュロッター - オートバイレーサー

## 引用
1. ↑  https://www.statistikdaten.bayern.de/genesis/online?operation=result&code=12411-003r&leerzeilen=false&language=de Genesis-Online-Datenbank des Bayerischen Landesamtes für Statistik Tabelle 12411-003r Fortschreibung des Bevölkerungsstandes: Gemeinden, Stichtag (Einwohnerzahlen auf Grundlage des Zensus 2011)
2. ↑  Bayerische Landesbibliothek Online